# Terek (città)
Terek in russo Те́рек? è una città della Russia che si trova nella Repubblica Autonoma della Cabardino-Balcaria. Fondata nel 1876 sulla riva destra del Terek, è capoluogo del Terskij rajon e nel 2009 ospitava una popolazione di circa 20.000 abitanti, in prevalenza Cabardi.